# Kadafalva (Kecskemét)

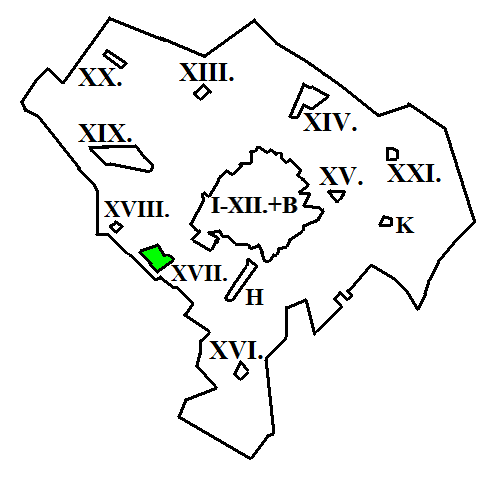
Kadafalva elhelyezkedése Kecskeméten belül

Kadafalva Kecskemét egyik külső városrésze, a kerületek beosztása szerint a város XVII. kerülete.

## Történet
A jelenleg több mint 3800 lakosú városrészt Kada Elek egykori kecskeméti polgármester alapította a 20. század elején. A szatellit település a kezdeti időkben egy külterületi iskola köré szerveződött. A szocializmus alatt szovjet helikopterbázist hoztak itt létre, mely a rendszerváltás után Kecskemét első ipari parkjaként kapott új funkciót. A városrész dinamikusan növekszik, érdemes megemlíteni, hogy 1980-ban még csak 231 lakosa volt. Kadafalva önállóvá válásának ötlete az ezredforduló környékén merült fel először. Ezt követően a kérdés újra terítékre került egy 2009 novemberében tartott lakossági fórumon. 2018. február 1.jével a város elindította a 34-es számú buszjáratoz Kadafalva és a Széchenyiváros között, megkönnyebbítve ezzel a városba való bejutást.

## Politika
A városrész más külső területekkel együtt alkotja Kecskemét 14. számú választókörzetét (a 2010-es átszervezés óta), képviselője a 2010-es önkormányzati választások óta a Fidesz színeiben indult Mák Kornél. Kadafalva Matkóval együtt részönkormányzatot alkot.

## Külső hivatkozások
- Kadafalva honlapja
- A Kadafalvi Általános Iskola honlapja Archiválva 2017. január 13-i dátummal a Wayback Machine-ben
- Technik-Park Heliport ipari park Archiválva 2020. június 29-i dátummal a Wayback Machine-ben